# أحمر فارسي
الأحمر الفارسي (بالإنجليزية: Persian red)‏ هو صبغة حمراء برتقالية من الخليج العربي، تتكون من سيليكات الحديد مع أوكسيد الألومينيوم، وأكسيد المغنيسيوم.